# Гбарполу
Гбарполу (англ. Gbarpolu County) — одне з графств Ліберії. Адміністративний центр — місто Бополу.

## Історія
Створене у 2001 році, шляхом відділення від графства Лофа. Гбарполу є наймолодшим графство в Ліберії. Головою графства є Гертруда Ламін (англ. Gertrude Lamine). Основою економічної діяльності регіону до Першої громадянської війни, разом із натуральним господарством, була гірнича промисловість. Однак, внаслідок війни вона була зруйнована.

## Географія
На півночі межує з графством Лофа, на південному сході з графством Бонг, на півдні з графством Бомі, на південному заході з графством Гранд-Кейп-Маунт, на північному заході з Сьєрра-Леоне. Більша частина графства покрита лісом.

## Адміністративний поділ
Графство поділяється на 6 дистриктів (населення в 2008 році):
- Беллех (англ. Belleh District, 17 288 осіб)
- Бокому (англ. Bokomu District, 10 460 осіб)
- Бополу (англ. Bopolu District, 18 298 осіб)
- Гбарма (англ. Gbarma District, 15 972 осіб)
- Гоунволаіла (англ. Gounwolaila District, 8 115 осіб)
- Конгба (англ. Kongba District, 13 625 осіб)